# Platyrhachus faustus
Platyrhachus faustus är en mångfotingart som beskrevs av Filippo Silvestri 1895. Platyrhachus faustus ingår i släktet Platyrhachus och familjen Platyrhacidae. Inga underarter finns listade i Catalogue of Life.